# دایناسورهای جنگنده

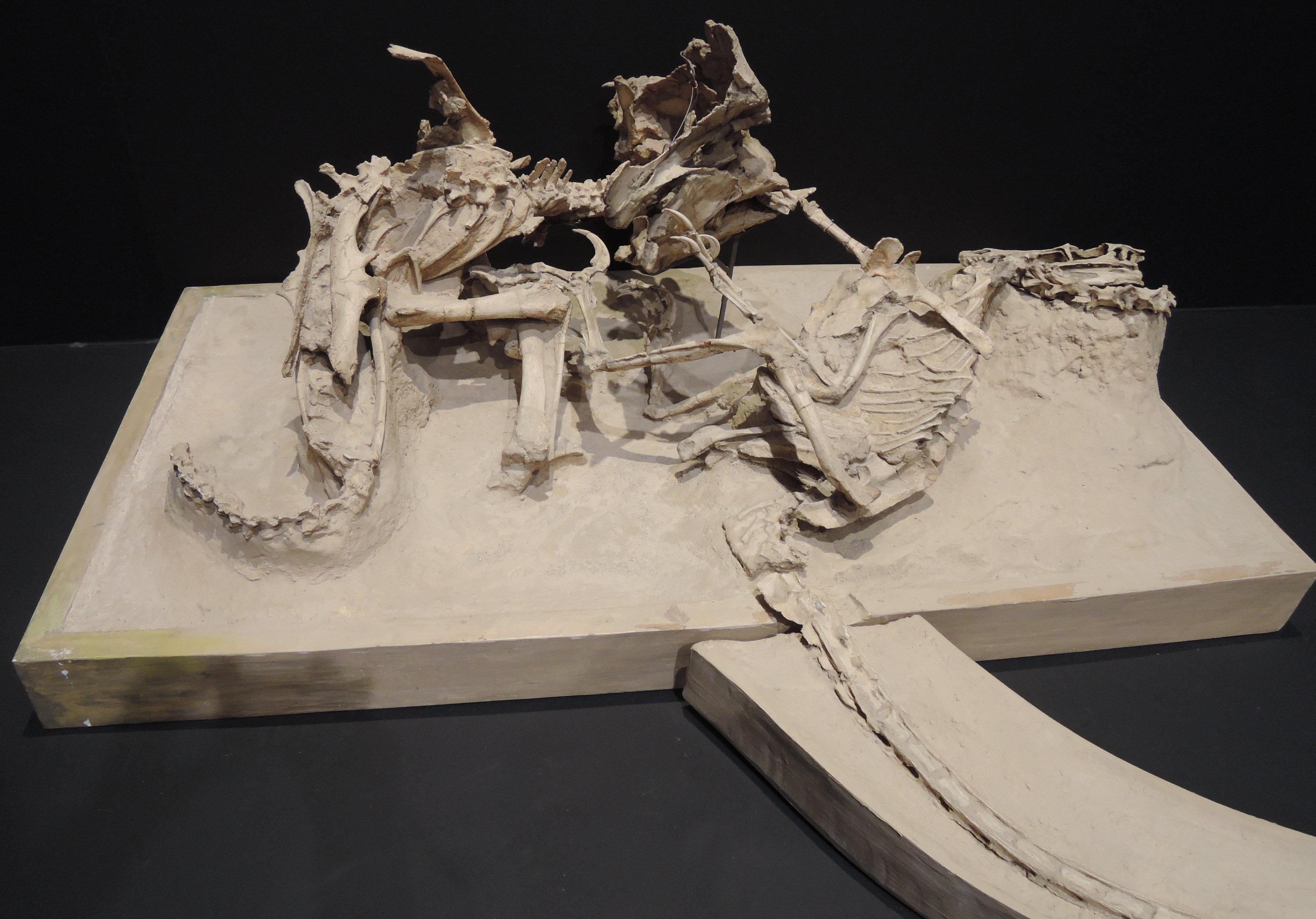
قالب فسیلی دایناسورهای جنگنده در موزه علوم شهر ناگویا، ژاپن

دایناسورهای جنگنده (انگلیسی: Fighting Dinosaurs) یک فسیل بسیار نادر و مهم است که در سال ۱۹۷۱ در بیابان گوبی مغولستان کشف شد. این سنگواره، دو دایناسور را در حال مبارزه با یکدیگر نشان می‌دهد: یک چابُک‌شکار (ولوسیراپتور)، یک دایناسور گوشتخوار کوچک و چابک، و یک نیاشاخ‌چهره (پروتوسراتوپس)، یک دایناسور گیاهخوار با سری بزرگ و طوقهٔ استخوانی.
این سنگواره به دلیل اینکه دایناسورها در لحظه مرگ در حال مبارزه با یکدیگر حفظ شده‌اند، بسیار ارزشمند است. این نشان می‌دهد که چابک‌شکارها شکارچیان فعالی بودند و از چنگال‌های تیز خود برای کشتن طعمه استفاده می‌کردند. نیاشاخ‌چهره نیز احتمالاً با استفاده از منقار قوی و طوقهٔ استخوانی خود از خود دفاع می‌کرد.
نحوه مرگ این دو دایناسور هنوز به‌طور کامل مشخص نیست. یک نظریه این است که آنها در حین مبارزه در یک تپه ماسه‌ای گیر افتادند و زنده به گور شدند. نظریه دیگر این است که آنها در یک طوفان شن غرق شدند.
صرف نظر از نحوه مرگ آنها، فسیل دایناسورهای جنگنده یک نگاه اجمالی نادر به رفتار دایناسورها و یک مدرک مستقیم از شکار دایناسورهای غیر پرنده است.

## تاریخچه کشف

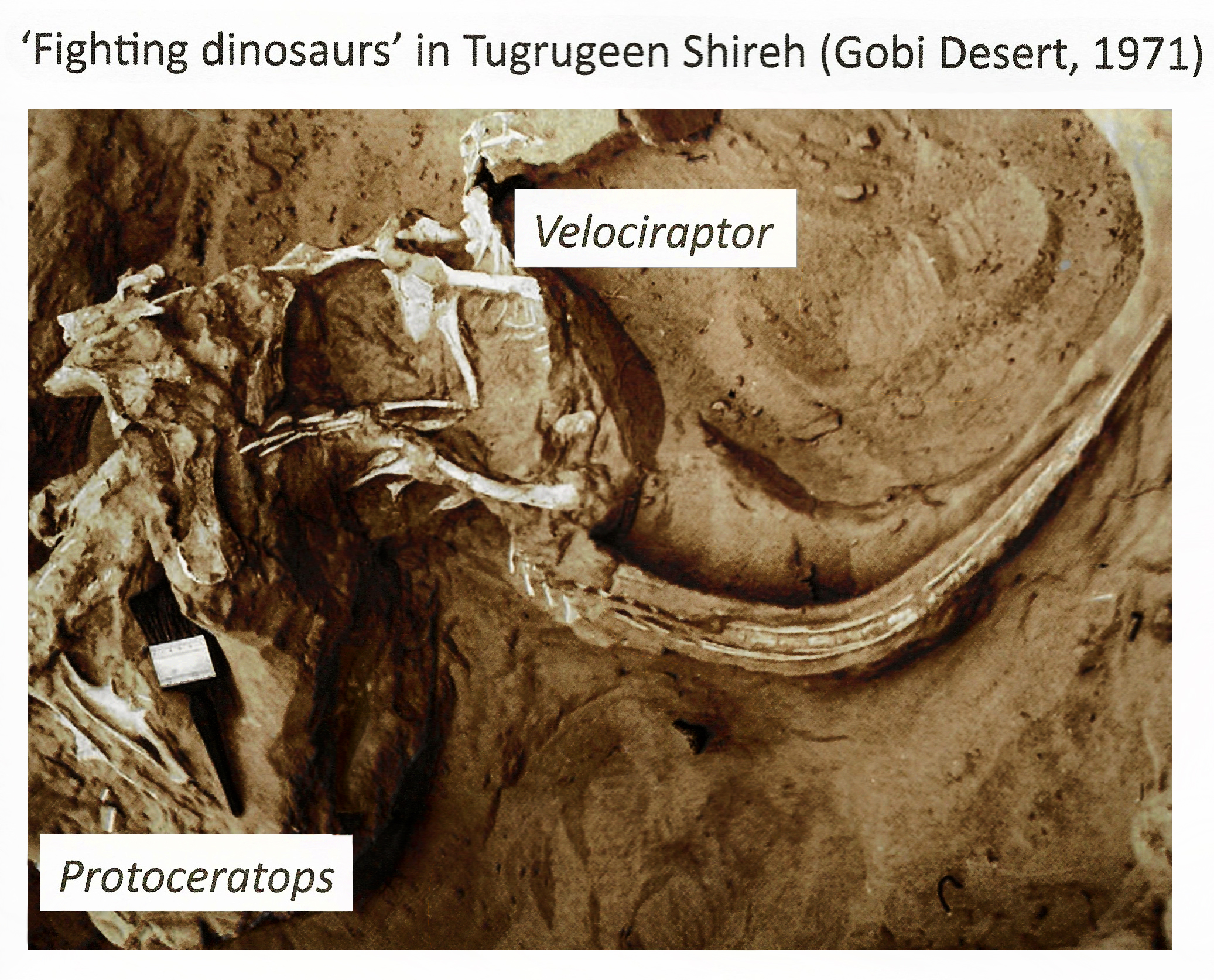
سسنگوارهٔ دایناسورهای جنگنده همان‌طور که در سال ۱۹۷۱ «درجا» یافت شد

از سال ۱۹۶۳ تا ۱۹۷۱، دانشمندان لهستانی و مغولستانی در بیابان گوبی به دنبال فسیل دایناسور بودند. این سفر اکتشافی در سال ۱۹۷۱ از چندین مکان در جادوختا و نمگت بازدید کرد و بسترهای پایینی دومی را کشف کرد. در سال ۱۹۷۱، آنها در منطقه‌ای به نام دهکده توگریکِن فسیل‌های زیادی از دایناسورهای نیاشاخ‌چهره و چابک‌شکار پیدا کردند. یکی از این فسیل‌ها، دو دایناسور را در حال مبارزه با یکدیگر نشان می‌داد. این فسیل به خاطر موقعیت خاص دایناسورها که در لحظه مرگ در حال مبارزه بودند، بسیار مهم است و به «دایناسورهای جنگنده» معروف شد.
این کشف هیجان‌انگیز به این دلیل اتفاق افتاد که تکه‌هایی از جمجمه نیاشاخ‌چهره روی زمین دیده شده بود و باعث شد دانشمندان آنجا را حفاری کنند. فسیل دایناسور نیاشاخ‌چهره با کد MPC-D 100/512 و فسیل چابک‌شکار با کد MPC-D 100/25 ثبت شدند.
در سال ۲۰۰۰، موزه تاریخ طبیعی آمریکا یک نمایشگاه سیار با نام «دایناسورهای جنگنده: اکتشافات جدید از مغولستان» برگزار کرد که در آن سنگواره‌های مهم مغولستان، به‌ویژه دایناسورهای جنگنده، به نمایش گذاشته شدند. این فسیل امروزه به عنوان یک گنجینه ملی برای مغولستان شناخته می‌شود.

## تفسیر

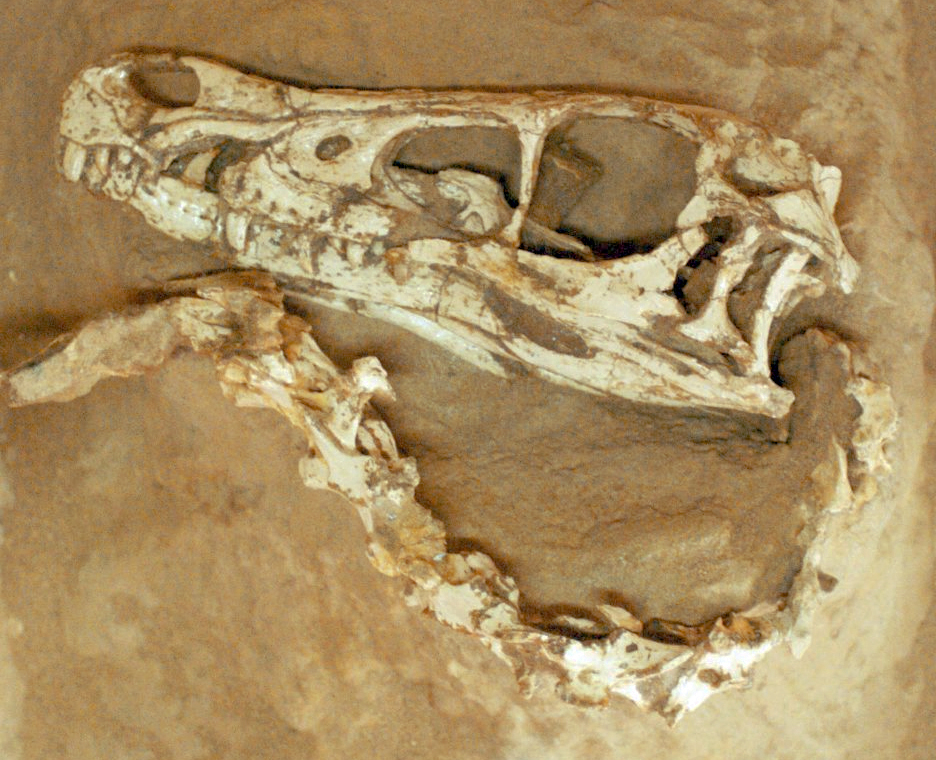
جمجمه چابک‌شکار مغولی.

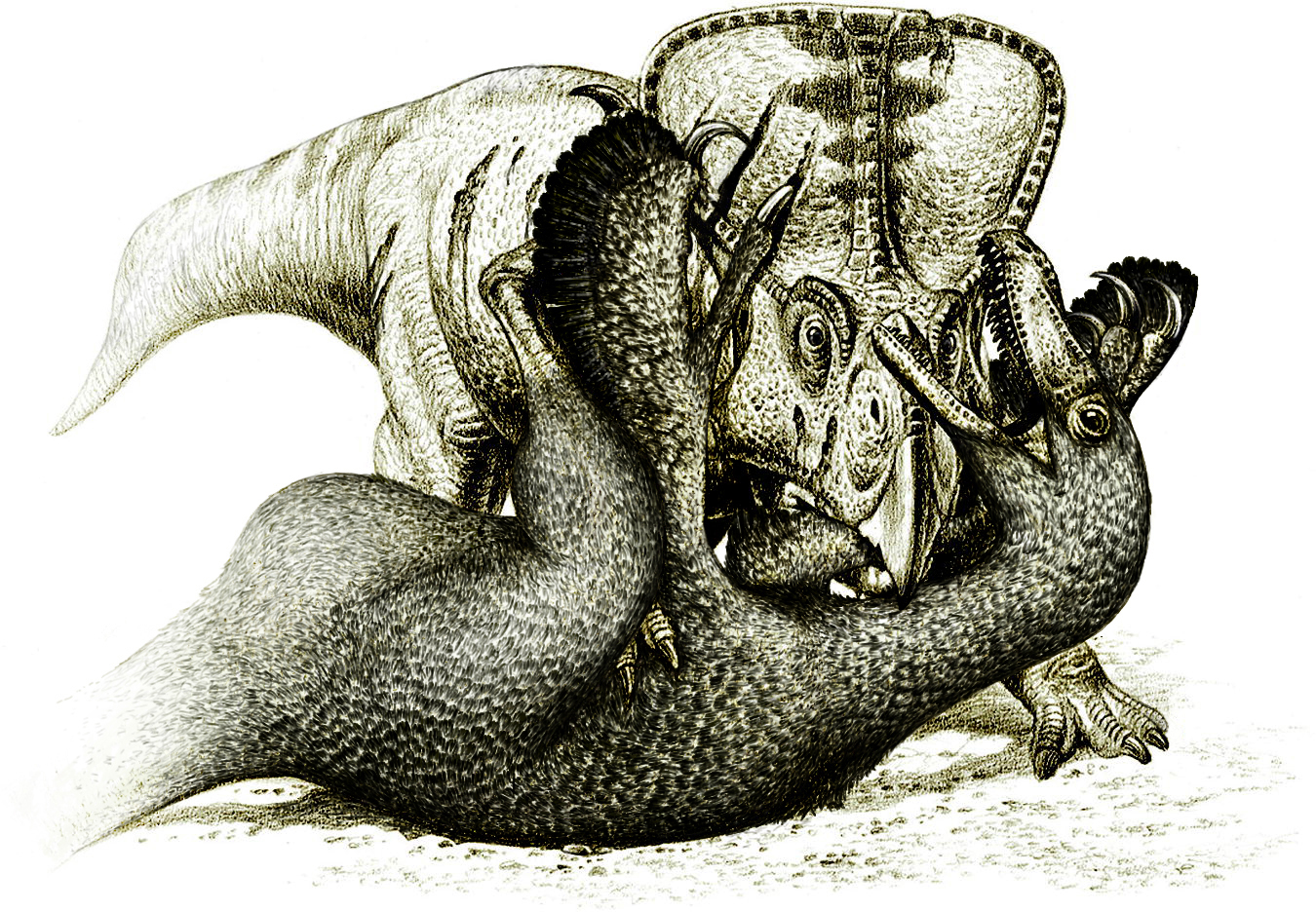
بازسازی صحنهٔ مبارزه.

در سال ۱۹۷۴، رینچن بارسبولد، دیرینه‌شناس اهل مغولستان، پیشنهاد داد که احتمالاً این دو دایناسور در کف یک دریاچه خشک شده یا باتلاق گیر افتاده و در آخرین لحظات نبردشان زیر آب یا شن مدفون شده‌اند. در سال ۱۹۹۳، هالسکا اسمولسکا، دیرینه‌شناس لهستانی، این نظریه را مطرح کرد که شاید یک تپه شنی بزرگ روی آنها فرو ریخته باشد. همچنین این احتمال را مطرح کرد که شاید چابک‌شکار در حال خوردن لاشه نیاشاخ‌چهره بوده و سپس اتفاقی باعث مرگ و دفن هر دو شده است.
در سال ۱۹۹۵، دیوید ام. اونوین و همکارانش با بررسی شواهد، نظریه لاشه‌خواری را رد کردند و گفتند که احتمالاً هر دو دایناسور همزمان مرده‌اند. آنها با بررسی موقعیت بدن دایناسورها و رسوبات اطرافشان، به این نتیجه رسیدند که احتمالاً یک طوفان شن باعث مرگ و دفن همزمان آنها شده است. همچنین پیشنهاد کردند که چابک‌شکارها ممکن است از رفتارهای نیاشاخ‌چهره‌ها در طوفان‌های شن آگاه بوده و از این فرصت برای شکار آنها استفاده می‌کرده‌اند.

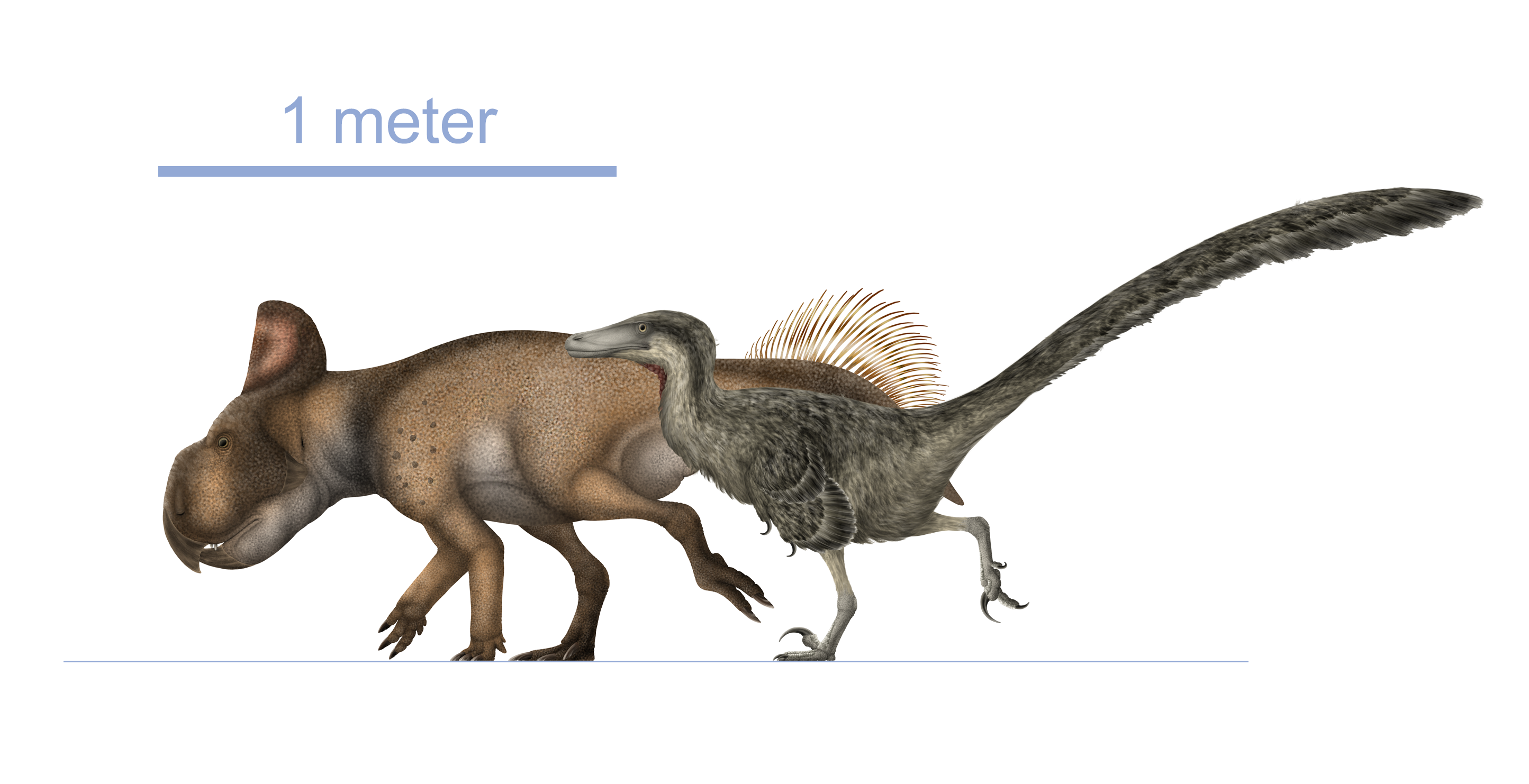
اندازه دایناسورهای جنگنده

در سال ۱۹۹۸، کنت کارپنتر نظریه دیگری را مطرح کرد. او گفت که شاید زخم‌های ناشی از حمله چابک‌شکار باعث خونریزی و مرگ نیاشاخ‌چهره شده باشد. در آخرین لحظات، نیاشاخ‌چهره دست چابک‌شکار را گاز گرفته و زیر وزن خود له کرده است. سپس هر دو دایناسور زیر شن دفن شده‌اند. کارپنتر با توجه به سالم بودن نسبی فسیل چابک‌شکار، پیشنهاد کرد که شاید این دایناسور به‌طور کامل یا جزئی زیر شن دفن شده بوده است. او نتیجه گرفت که این سنگواره نشان می‌دهد ددپایان غیر پرنده شکارچیانی فعال بوده‌اند و نه صرفاً لاشه‌خوار.
در سال ۲۰۱۶، بارسبولد ناهنجاری‌هایی را در فسیل نیاشاخ‌چهره گزارش کرد. او گفت که احتمالاً لاشخورها یا گله نیاشاخ‌چهره‌ها باعث این آسیب‌ها شده‌اند. او با توجه به شواهد، روند مبارزه را بازسازی کرد و گفت که در نهایت این مبارزه روی زمین به پایان رسیده و چابک‌شکار به پشت و زیر نیاشاخ‌چهره افتاده است. پس از دفن شدن، احتمالاً یک گله نیاشاخ‌چهره یا لاشخورها، نیاشاخ‌چهره دفن شده را کشیده‌اند و باعث جدا شدن جزئی دو دایناسور شده‌اند.